# Греческое имя
Греческое имя, в соответствии с антропонимической моделью греков, состоит из трёх частей, идущих в следующем порядке: личное имя, имя отца в родительном падеже и фамилия.

## Личное имя
Греки традиционно дают своим первенцам имена на седьмой или девятый день после рождения, используя в качестве таковых имена деда по отцу (для мальчика) или бабушки по отцу (для девочки). Другие имена родственников часто используются для последующих детей.
Греческие имена могут иметь древнегреческое, латинское происхождение или могут быть иноязычным заимствованием. Греческое православие также оказало сильное влияние на образование греческих личных имён. Имена православных святых традиционны среди греков. Греческое имя также часто подчёркивает какое-либо духовное или умственное качество, как например София (мудрость), или может быть, например, греческим названием цветка — Виолета (фиалка). Мужские имена чаще всего оканчиваются на -ас, -ис, -ос, например, Андреас, Иоаннис, Николаос.
Как и во многих европейских странах, уменьшительная форма имени может быть занесена в документы (например, в паспорт) и использоваться в официальной речи. Некоторые уменьшительные: Иоаннис — Яннис, Георгиос — Йоргос, Константинос — Коста, Костас или Костаки, Василиос — Василаки или Васо, Атанасиос — Танос или Танасис, Анастасиос — Тасос, Михалис — Микис, Спиридон — Спирос, Фемистоклис — Фемис, Софоклис — Софо, Христофорос — Христос, Иосиф — Сифис, Эммануил — Манос или Манолис, Эвангелос — Вангелис, Элефтериос — Лефтерис, Панайотис — Панос или Нотис, Захариас — Захос или Харис (мужские), Анастасия — Таса, Афродита — Афро, Виолета — Вио, Кассандра — Касси, Клеопатра — Клео (женские). Иногда случаются казусы, когда несколько разных имён имеют одну уменьшительную форму: Александрос и Алексиос сокращаются до Алекос (греч. Αλέκος), Александра и Алексия — до Алека, Димитриос и Димостенис — до Димос, Леонидас и Леонтиос — до Лео, Аристотелис, Аристофанис, Аристархос, Арсениос и Аркадиос — до Арис, Николаос, Никитас, Никифорос, Никандрос, Никанорос и Никодимос — до Никос или Нико, а Хрисанта, Хрисула и Христина — до Хриса.
Наиболее распространённые в Греции и на Кипре мужские имена: Иоаннис, Димитриос, Константинос, Николаос, Василиос, Георгиос, Андреас, Илиас, Михалис, Атанасиос, Христофорос, Панайотис. Наиболее распространённые в Греции и на Кипре женские имена: Иоанна, Димитра, Константина, Николета, Василики, Георгия, Андрула, Илиана, Анна, Мария, София, Элени, Катерина, Ангелики.

## Отчество
Отчество у греков используется нечасто, чаще всего — в официальных документах, а также в библиографических записях. Греческое отчество представляет собой имя отца в родительном падеже. Например: Ιωάννης του Αλέξανδρου (Иоаннис ту Александру, русский аналог — Иван Александров сын, или Иван Александрович), Γιώργος Ιωάννου (Георгос Иоанну, Георгий Иванович) др.-греч. Δημοσθένης Δημοσθένους Παιανιεύς (Демосфе́нес Демосфе́нус Пэаниэ́ус, Демосфен сын Демосфена из филы Пэания). Русские отчества в греческих документах передаются транскрипцией (Иван Александрович — Ιβάν Αλεξάνδροβιτς).
В книгах обычно приняты три варианта обозначения полного имени автора: 
1. Имя в родительном падеже, отчество обозначено одной начальной буквой, фамилия в родительном падеже;
2. инициалы имени и отчества, фамилия в родительном падеже
3. значительно реже — имя и фамилия в родительном падеже без отчества.

Например, полное имя автора Георгиос Иоанну Зоидис может обозначаться так: 
1. Георгиос И. Зоидис,
2. Г. И. Зоидис,
3. Георгиос Зоидис.

Как имена, так и отчества обычно существуют в двух вариантах: официальный литературный (кафаревуса) и народный (димотика). В отдельных местностях Греции имя и отчество произносят слитно. Например, литературное имя Георгиос Константину Пападас в бытовой сфере звучит как Гиоргос Коста Пападас, а имя и отчество в слитном произношении как Гиоргокоста.

## Фамилия
Греческая фамилия может происходить от какого-то греческого личного имени, от названия профессии, от какого-то свойства человека, от названия местности или народности. Много греческих фамилий образовано от греческого слова «папас» (в переводе — «священник»), они начинаются на Папа-, например, Пападопулос (в переводе - ''сын священника''), Папандреу, Папавасилиу, Папагеоргиу, Пападимитриу, Пападимос, Папаиоанну, Папаконстантину, Папаниколау. Фамилии, образованные от имени отца, имеют суффикс, означающий «сын», для критских фамилий это -акис, -адис, -идис, для других частей Греции — -пулос, -акос, -еас, -атос, -елис, -удис. От названия местности происходят, например, фамилии Критикос (Крит), Мораитис (Пелопоннес).
Чаще всего греческие мужские фамилии, как и имена, имеют окончания -ас, -ис, -ос и в греческом языке склоняются, но есть и много исключений, особенно среди фамилий, происходящих от личных имён — они часто образуются прибавлением окончания родительного падежа, например, фамилия Андреу от имени Андреас, фамилия Василиу от имени Василиос, фамилия Георгиу от имени Георгиос, фамилия Димитриу от имени Димитриос, фамилия Иоанну от имени Иоаннис, фамилия Константину от имени Константинос и фамилия Николау от имени Николаос. Женский вариант фамилии отличается от соответствующего мужского тем, что, как правило, имеет окончание родительного падежа, то есть -и, -а, -у, поскольку фамилия у женщин образована от фамилии отца или мужа. В греческом языке такие женские фамилии, а также мужские, образованные прибавлением окончания родительного падежа, не склоняются. Так как, скажем, родительный падеж склоняемой мужской фамилии Пападопулос совпадает с женской несклоняемой фамилией Пападопулу, ударение в подобных случаях может падать на разные слоги, например, в данном случае ударение в мужском варианте — Пападо́пулу, а в женском — Пападопу́лу.
Некоторые из распространённых фамилий: Димитриадис, Милонас, Констандопулос, Николаидис, Ангелопулос, Пападопулос, Папаиоанну, Спанос, Ласкарис, Василопулос.